# Verbascum intricatum
Verbascum intricatum är en flenörtsväxtart som först beskrevs av George Bentham, och fick sitt nu gällande namn av O. Kuntze. Verbascum intricatum ingår i släktet kungsljus, och familjen flenörtsväxter. Inga underarter finns listade i Catalogue of Life.